# Hina Saleem
Hina Saleem (Gujrat, 19 dicembre 1985 – Zanano di Sarezzo, 11 agosto 2006) è stata una ragazza pakistana uccisa in Italia dai parenti come punizione per non volersi adeguare agli usi tradizionali della cultura d'origine.

## La vicenda
Il delitto è stato per molto tempo al centro delle cronache, non solo italiane, sia per la sua efferatezza sia perché il contesto in cui era maturato poneva drammaticamente al centro del dibattito dell'opinione pubblica i problemi della convivenza tra culture molto diverse, le difficoltà di integrazione e il ruolo dell'islam, delle tradizioni ancestrali e della difesa dei diritti umani.
La vicenda si svolse nell'estate del 2006. Hina Saleem, poco più che ventenne, era nata in Pakistan ed emigrata in Italia a 14 anni, nel 1999, per ricongiungersi alla famiglia che viveva a Sarezzo. Si era integrata molto presto nella società italiana, imparando rapidamente la lingua, stringendo amicizie, frequentando scuole e mostrando una forte volontà di indipendenza rispetto alla famiglia. Già nel passato Hina aveva avuto forti dissapori con la famiglia, ed era anche fuggita di casa, firmando, il 4 marzo 2003, una denuncia per maltrattamenti ed abusi. Altre due denunce verranno fatte negli anni seguenti, ma al momento del processo non se l'era sentita di confermare le proprie accuse ed aveva ritrattato. Per questo, era scattata automaticamente una denuncia di Hina per calunnia, dalla quale venne assolta solo dopo la morte.
Aveva trovato lavoro a Brescia in una pizzeria dove conviveva da alcuni mesi con il fidanzato, Giuseppe Tempini, un operaio trentatreenne. Sembra che proprio questa decisione di fidanzarsi con un italiano non musulmano, in contrasto con la volontà della famiglia di sposarla con un marito pachistano, secondo l'uso tradizionale dei matrimoni combinati, abbia reso particolarmente tesi i rapporti tra Hina e la famiglia. Il delitto si svolse nella casa paterna, dove Hina venne attirata con un pretesto (la visita di un parente), mentre ad attenderla vi erano il padre ed alcuni parenti maschi. La madre (Bushra Begun, di 46 anni) e gli altri cinque tra fratelli e sorelle erano in vacanza in Pakistan (sembra che la stessa Hina dovesse recarvisi, ma che avesse rifiutato il biglietto già acquistato, temendo, una volta laggiù, di essere costretta al matrimonio che la famiglia auspicava).

### Gli imputati
Le persone che ebbero a che fare con la morte di Hina furono 4: il padre Mohammed Saleem (50 anni), lo zio Muhammad Tariq (sposato con la sorella della madre di Hina) e i due cognati di Hina: Zahid Mahmood (27 anni), sposato con Kiran (24 anni), e Khalid Mahmood (27 anni), sposato con Shahmila (21 anni).
Sulle dinamiche dei fatti (e in particolare sulla premeditazione e sui ruoli delle persone implicate) vi sono versioni discordanti nei dettagli, ma quello che è certo è che Hina venne uccisa con oltre venti coltellate, e infine sgozzata e subito sepolta nell'orto di casa. Il delitto venne scoperto quasi subito, perché il fidanzato, insospettito dal silenzio della ragazza, andò subito a cercarla in casa della famiglia e rinvenne la fresca sepoltura.

### Il processo
Il processo di primo grado, concluso con rito abbreviato il 14 novembre 2007, si è concluso con la condanna del padre e dei due cognati a trent'anni di carcere per "omicidio volontario (aggravato dalla premeditazione e dai motivi abietti) e distruzione di cadavere", mentre lo zio, che ha ammesso di aver partecipato alla sepoltura ma non al delitto, ha avuto una condanna molto più lieve (due anni e otto mesi), ed è stato già scarcerato.
Dopo un lungo braccio di ferro legale tra la famiglia, che voleva riportare la salma in Pakistan, ed il convivente, che invece voleva che Hina fosse sepolta in Italia, l'inumazione ha avuto luogo nel Cimitero di Brescia, con rito islamico nel Riquadro Islamico, l'8 febbraio 2007.

### Il ricordo
L'11 agosto 2007 un "Centro di salute internazionale e medicina transculturale" dell'Asl di Brescia in via Marconi è stato intitolato a Hina Saleem.
La tragica vicenda di Hina Saleem verrà costantemente ricordata dai mass media anche nel corso dei decenni successivi, come esempio di ragazza uccisa per la sola "colpa" di voler autodeterminarsi.